# Montefino
Montefino é uma comuna italiana da região dos Abruzos, província de Teramo, com cerca de 1.184 habitantes. Estende-se por uma área de 18 km², tendo uma densidade populacional de 66 hab/km². Faz fronteira com Atri, Castiglione Messer Raimondo, Castilenti, Cellino Attanasio.

## Demografia
| Variação demográfica do município entre 1861 e 2011                               |
|                                                                                   |
| Fonte: Istituto Nazionale di Statistica (ISTAT) - Elaboração gráfica da Wikipedia |